# Parque transfronterizo de Kgalagadi

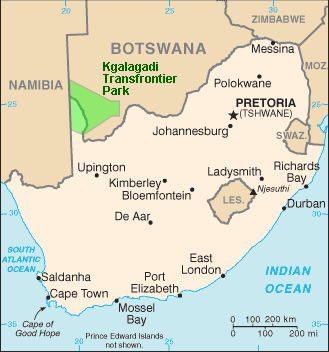
Situación del Parque transfonterizo de Kgalagadi.

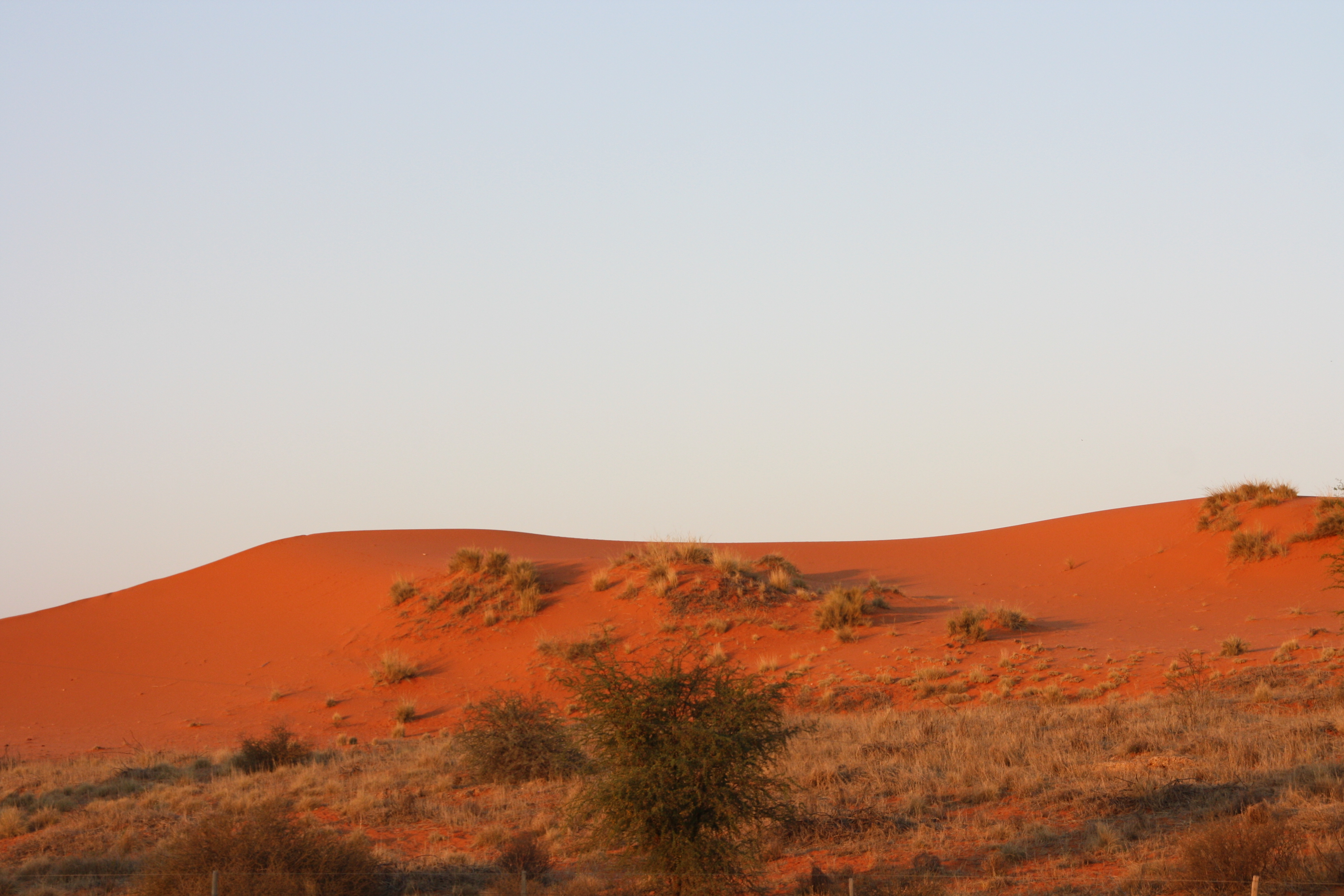
Dunas rojas en el Kgalagadi.

El Parque transfronterizo de Kgalagadi es un área de conservación de la vida salvaje y la biodiversidad, está ubicado en el desierto de Kalahari al sur de África. 
El parque se extiende a ambos lados de la frontera entre Sudáfrica y Botsuana y está formado por dos parques nacionales: el Parque Nacional Kalahari Gemsbok en Sudáfrica y el Parque Nacional Gemsbok en Botsuana. Su superficie total es de 38.000 km², de los que aproximadamente tres cuartas partes pertenecen a Botsuana y una cuarta parte a Sudáfrica.